# Kreditvärdighet

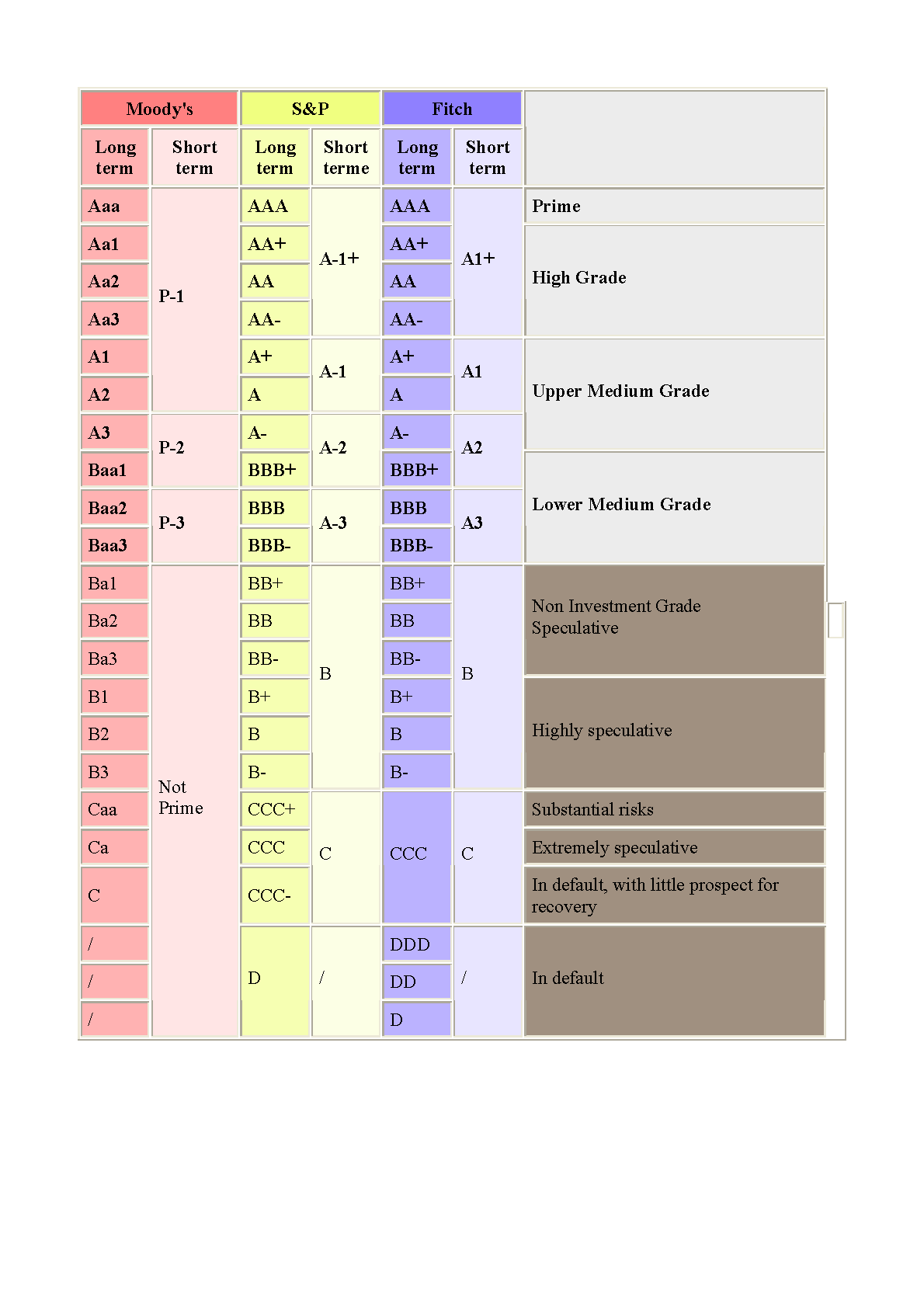
Kreditvärdighetsklasser för företag

Kreditvärdighet är en persons, ett företags eller ett lands förmåga att betala sina skulder. Skulderna kan bland annat vara i form av lån och fakturor. För att beskriva kreditvärdighet delar banker och ekonomiska institutioner in personer, företag och länder i kreditvärdighetsklasser, även kallade kreditvärderingsklasser eller ratingklasser/kreditbetyg. Klasserna har idag olika skalor beroende på vem som förmedlar dem. 
Det finns följande skalor: från AAA till C, där AAA är bäst och från 1 till 5, där 1 indikerar mycket hög risk och 5 indikerar låg risk och är därmed bäst. Bedömningen görs ofta av kreditvärderingsinstitut.
En låg kreditrating innebär att det är hög risk att personen (företaget/landet) ställer in betalningarna på sina lån. I Sverige använder man ofta bara tre steg: inga betalningsanmärkningar (lån går bra om inkomsten räcker för lånets storlek), betalningsanmärkningar (lån är tveksamt och bara till högre ränta) och obestånd (obetalda förfallna skulder).

## Kreditvärdering för obligationer
En kreditvärdering för obligationer beskriver kreditvärdigheten hos ett lands statsobligationer eller ett företags utgivna företagsobligationer. En viktig gräns för obligationer är "skräpstatusnivån", formellt gränsen mellan "investment grade" och "speculative grade". Räntefonder som inte har spekulativ inriktning brukar inte köpa "skräp"-obligationer, varför en nedgradering under denna nivå skapar betydande säljtryck och räntehöjning på dessa obligationer.